# Canton de Brioude
Le canton de Brioude est une circonscription électorale française du département de la Haute-Loire.

## Histoire
Créé au XIXe siècle, le canton de Brioude a été supprimé par arrêté du 24 décembre 1984 qui l'a scindé en deux pour former le canton de Brioude-Nord et le canton de Brioude-Sud.
Un nouveau découpage territorial de la Haute-Loire entre en vigueur à l'occasion des élections départementales de 2015. Il est défini par le décret du 17 février 2014, en application des lois du 17 mai 2013 (loi organique 2013-402 et loi 2013-403). Les conseillers départementaux sont, à compter de ces élections, élus au scrutin majoritaire binominal mixte. Les électeurs de chaque canton élisent au Conseil départemental, nouvelle appellation du Conseil général, deux membres de sexe différent, qui se présentent en binôme de candidats. Les conseillers départementaux sont élus pour 6 ans au scrutin binominal majoritaire à deux tours, l'accès au second tour nécessitant 12,5 % des inscrits au 1er tour. En outre la totalité des conseillers départementaux est renouvelée. Ce nouveau mode de scrutin nécessite un redécoupage des cantons dont le nombre est divisé par deux avec arrondi à l'unité impaire supérieure si ce nombre n'est pas entier impair, assorti de conditions de seuils minimaux. Dans la Haute-Loire, le nombre de cantons passe ainsi de 35 à 19.
Le nouveau canton de Brioude est formé de la commune de Brioude et de communes des anciens cantons de Brioude-Nord (7 communes  et de Brioude-Sud (4 communes). Il est entièrement inclus dans l'arrondissement de Brioude. Le bureau centralisateur est situé à Brioude.

## Représentation

### Conseillers généraux de 1833 à 1985
| Période           | Période          | Identité                         | Étiquette   | Qualité |
| ----------------- | ---------------- | -------------------------------- | ----------- | --- |
| 1833              | 1839 (décès)     | Claude Salveton (1771-1839)      |             | Notaire, juge d'instruction Maire de Brioude (1830-1834)                                                                          |
| 1839              | 1842             | Pierre Pellet-Magaud (1776-1849) |             | Surnuméraire de l’administration de l’enregistrement des domaines au bureau de Brioude Propriétaire, maire de Paulhac (1830-1836) |
| 1842              | 1848             | Pierre Mallye                    | Gauche      | Juge de paix à Brioude Député (1831-1837, 1839-1846)                                                                              |
| 1848              | 1852             | Amédée Martinon de Saint-Ferréol | Républicain | Propriétaire et avocat à Brioude Représentant du peuple (1849-1851), député (1885-1889)                                           |
| 1852              | 1871             | M. Thomas                        |             | Président du Tribunal civil de Brioude puis Conseiller à la Cour Impériale de Riom                                                |
| 1871              | 1886             | Amédée Martinon de Saint-Ferréol | Républicain | Maire de Brioude (1870-1871, 1876-1877, 1878, 1879-1885) Député (1849-1851 et 1885-1889)                                          |
| 1886              | 1887 (démission) | Jules Maigne                     | Républicain | |
| 1887              | 1917 (décès)     | Louis Devins                     | Rad.        | Médecin Député (1898-1913) Sénateur (1913-1917) Maire de Brioude (1888-1917), conseiller d'arrondissement                         |
| 1919              | 1931             | Jean Sabatier                    | Rad.        | Médecin à Brioude |
| 1931              | 1937 (décès)     | Octave Sauvadet                  | Rad.        | Médecin-vétérinaire à Brioude |
| 1938              | 1940             | Vincent Chazelet                 | Rad.        | Maire de Brioude (1932-1943) Nommé conseiller départemental en 1942                                                               |
|                   |                  |                                  |             | |
| 1945              | 1949             | Jean Pradin                      | SFIO        | Employé des PTT |
| 1949              | 1964 (décès)     | Paul Chambriard                  | DVD         | Industriel Maire de Brioude (1947-1964) Sénateur (1946-1959)                                                                      |
| 20 septembre 1964 | 1972 (décès)     | Pierre Malosse                   | DVD         | Adjoint au maire de Brioude |
| 1973              | 1985             | Louis Eyraud                     | PS          | Vétérinaire Député (1976-1978) Député européen (1981-1989) Maire de Brioude (1971-1983)                                           |

### Conseillers d'arrondissement (de 1833 à 1940)
Le canton de Brioude avait deux conseillers d'arrondissement.
| Période                                  | Période          | Identité                                                | Étiquette   | Qualité |
| ---------------------------------------- | ---------------- | ------------------------------------------------------- | ----------- | --- |
| 1833                                     |                  | Antoine Pascon (1773-1848)                              |             | Président du Tribunal civil de Brioude                                                                      |
| 1833                                     |                  | Jean-François, Baron Gueyffier de Talairat (1766-1850), |             | Propriétaire à Brioude, ancien conseiller général                                                           |
|                                          |                  |                                                         |             | |
| 1848                                     |                  | Antoine Marspoil (1829-1891)                            |             | Boulanger, maire de Lamothe                                                                                 |
|                                          |                  |                                                         |             | |
|                                          | 1887 (démission) | Louis Devins                                            | Rad.        | Médecin à Brioude                                                                                           |
|                                          | 1891 (démission) | Élie Noir                                               | Rad.        | Médecin à Brioude                                                                                           |
| 1891                                     |                  | Alfred Taillebot                                        | Républicain | Cultivateur, maire de Paulhac                                                                               |
|                                          |                  |                                                         |             | |
| av.1913                                  | 1931             | Pierre Boudon-Latulippe                                 | Radical     | Propriétaire agriculteur, maire de Brioude                                                                  |
| 1931                                     | 1937             | Antonin Soulé                                           | PRS         | |
| 1937                                     | 1940             | Louis Dubois-Faucher                                    | Rad.ind     | Cultivateur à Brioude                                                                                       |
| 1940                                     |                  |                                                         |             | Les conseils d'arrondissement ont été suspendus par la loi du 12 octobre 1940 et n'ont jamais été réactivés |
| Les données manquantes sont à compléter. |                  |                                                         |             | |

### Conseillers départementaux depuis 2015
| Période élective | Période élective | Mandat | Mandat   | Identité           | Nuance | Nuance | Qualité |
| ---------------- | ---------------- | ------ | -------- | ------------------ | ------ | ------ | --- |
| 2015             | 2021             | 2015   | 2021     | Michel Bergougnoux |        | LR     | Maître de conférences en économie retraité conseiller municipal de Brioude jusqu'en 2020 conseiller régional d'Auvergne (2010-2015)           |
| 2015             | 2021             | 2015   | 2021     | Sophie Courtine    |        | UDI    | Directrice générale des services de la Communauté de communes du Brivadois Ancienne conseillère générale du Canton de Brioude-Sud (2013-2015) |
| 2021             | 2028             | 2021   | en cours | Michel Bergougnoux |        | LR     | Conseiller sortant |
| 2021             | 2028             | 2021   | en cours | Sophie Courtine    |        | UDI    | Conseillère sortante |

### Résultats détaillés

#### Élections de mars 2015
À l'issue du 1er tour des élections départementales de 2015, deux binômes sont en ballottage : Michel Bergougnoux et Sophie Courtine (Union de la Droite, 39,65 %) et Jean-Noël Lheritier et Brigitte Souchon (PS, 31,84 %). Le taux de participation est de 51,56 % (5 286 votants sur 10 253 inscrits) contre 53,67 % au niveau départemental et 50,17 % au niveau national.
Au second tour, Michel Bergougnoux et Sophie Courtine (Union de la Droite) sont élus avec 53,74 % des suffrages exprimés et un taux de participation de 51,4 % (2 577 voix pour 5 270 votants et 10 253 inscrits).

#### Élections de juin 2021
Le premier tour des élections départementales de 2021 est marqué par un très faible taux de participation (33,26 % au niveau national). Dans le canton de Brioude, ce taux de participation est de 36,8 % (3 744 votants sur 10 175 inscrits) contre 40,17 % au niveau départemental. À l'issue de ce premier tour, deux binômes sont en ballottage : Michel Bergougnoux et Sophie Courtine (LR, 69,46 %) et Christophe Bedrossian et Juliette Tilliard-Blondel (binôme écologiste, 30,54 %).
Le second tour des élections est marqué une nouvelle fois par une abstention massive équivalente au premier tour. Les taux de participation sont de 34,36 % au niveau national, 37,53 % dans le département et 34,52 % dans le canton de Brioude. Michel Bergougnoux et Sophie Courtine (LR) sont élus avec 71,4 % des suffrages exprimés (2 389 voix pour 3 513 votants et 10 176 inscrits),,. 

## Composition

### Composition avant 1984
Avant sa disparition, le canton comptait quinze communes.
- Beaumont
- Bournoncle-Saint-Pierre
- Brioude
- Chaniat
- Cohade
- Fontannes
- Javaugues
- Lamothe
- Lavaudieu
- Paulhac
- Saint-Beauzire
- Saint-Géron
- Saint-Just-près-Brioude
- Saint-Laurent-Chabreuges
- Vieille-Brioude

### Composition depuis 2015
Le nouveau canton de Brioude comprend douze communes entières.
| Nom                             | Code Insee | Intercommunalité        | Superficie (km2) | Population (dernière pop. légale) | Densité (hab./km2) | Modifier                                    |
| ------------------------------- | ---------- | ----------------------- | ---------------- | --------------------------------- | ------------------ | ------------------------------------------- |
| Brioude (bureau centralisateur) | 43040      | CC Brioude Sud Auvergne | 13,52            | 6 523 (2022)                      | 482                | modifier les données · modifier les données |
| Beaumont                        | 43022      | CC Brioude Sud Auvergne | 12,03            | 263 (2022)                        | 22                 | modifier les données · modifier les données |
| Bournoncle-Saint-Pierre         | 43038      | CC Brioude Sud Auvergne | 16,16            | 1 051 (2022)                      | 65                 | modifier les données · modifier les données |
| Chaniat                         | 43055      | CC Brioude Sud Auvergne | 13,93            | 164 (2022)                        | 12                 | modifier les données · modifier les données |
| Cohade                          | 43074      | CC Brioude Sud Auvergne | 9,99             | 868 (2022)                        | 87                 | modifier les données · modifier les données |
| Fontannes                       | 43096      | CC Brioude Sud Auvergne | 9,77             | 878 (2022)                        | 90                 | modifier les données · modifier les données |
| Lamothe                         | 43110      | CC Brioude Sud Auvergne | 12,24            | 828 (2022)                        | 68                 | modifier les données · modifier les données |
| Lavaudieu                       | 43117      | CC Brioude Sud Auvergne | 17,54            | 245 (2022)                        | 14                 | modifier les données · modifier les données |
| Paulhac                         | 43147      | CC Brioude Sud Auvergne | 8,40             | 607 (2022)                        | 72                 | modifier les données · modifier les données |
| Saint-Géron                     | 43191      | CC Brioude Sud Auvergne | 10,76            | 244 (2022)                        | 23                 | modifier les données · modifier les données |
| Saint-Laurent-Chabreuges        | 43207      | CC Brioude Sud Auvergne | 8,27             | 253 (2022)                        | 31                 | modifier les données · modifier les données |
| Vieille-Brioude                 | 43262      | CC Brioude Sud Auvergne | 27,70            | 1 245 (2022)                      | 45                 | modifier les données · modifier les données |
| Canton de Brioude               | 4304       |                         | 160,31           | 13 169 (2022)                     | 82                 | modifier les données                        |

## Démographie
En 2022, le canton comptait 13 169 habitants, en évolution de −2,19 % par rapport à 2016 (Haute-Loire : +0,36 %, France hors Mayotte : +2,11 %).
| 2013   | 2018   | 2022   |
| ------ | ------ | ------ |
| 13 429 | 13 344 | 13 169 |